# Oshi no Ko
Oshi no Ko (【推しの子】, "Minha Ídolo Favorita" ou "Filhos de sua Ídolo") é uma série de mangá japonesa escrita por Aka Akasaka e ilustrada por Mengo Yokoyari. Sendo serializada na Weekly Young Jump da Shueisha desde abril de 2020 a novembro de 2024, com seus capítulos organizados em dezasseis volumes tankōbon até dezembro de 2024. O mangá foi licenciado para lançamento no Brasil pela Panini Mangás e em Portugal pela Editora Devir. A história segue um médico e sua paciente recentemente falecida que renasceram como gêmeos de uma ídolo pop japonesa famosa, navegando pelos altos e baixos da indústria do entretenimento do país enquanto crescem juntos ao longo de suas vidas.
Uma adaptação da série para anime, pelo estúdio Doga Kobo, estreou os seus 11 episódios de abril a junho de 2023. Uma segunda temporada está programada para estrear em 2024.

## Enredo
O ginecologista e obstetra Gorou Amamiya é designado para ajudar a trazer os filhos de Ai Hoshino ao mundo, uma famosa ídolo pop que ele admira, sem que o público saiba. No entanto, na noite do parto da Ai, Gorou é assassinado por um fã fanático da Ai, e é reencarnado como Aquamarine Hoshino, filho de AI. mantendo suas memórias da vida passada. Sem o seu conhecimento, sua irmã gêmea, Ruby Hoshino, também é a reencarnação de um dos pacientes de Gorou que era fã da Ai. Quatro anos mais tarde, Ai é assassinada pelo mesmo fã, que posteriormente acaba se suicidando. No entanto, Aqua deduz que o assassino poderia ter o pai dele e da Ruby como cúmplice e resolve se infiltrar na industria do entretenimento para encontrar e matá-lo.
Doze anos mais tarde, Aqua e Ruby se tornam estudantes do ensino médio e foram adotados pelo Ichigo e a Miyako Saito, os donos da agência de talentos da Ai, Strawberry Productions. O sonho da Ruby é se tornar uma ídolo cantora e se torna uma empregada da agência de sua família. Ela forma um grupo de ídolos com a atriz Kana Arima e a Youtuber MEM-cho chamado "B-Komachi", o mesmo nome do grupo de Ai, enquanto que o Aqua volta a atuar. Aqua e Ruby começam a construir suas carreiras na industria do entretenimento, com Aqua usando sua nova amizade com a atriz Akane Kurokawa como um meio de localizar seu pai.
Durante a produção de uma cena, Aqua descobre que ele compartilha os mesmos pais com a co-estrela Taiki Himekawa, e que ele teria se suicidado antes da morte da Ai. No entanto, Aqua aprende por meio da Akane que seu pai pode ser o Ator Hikaru Kamiki, que ainda está vivo. Ao mesmo tempo, durante uma gravação para um vídeo musical da B-Komachi, Ruby encontra o cadáver de Gorou e descobre sobre o culpado por trás da morte da Ai. Ambos os incidentes alimentam os ressentimentos de Aqua e Ruby, respectivamente, e os motivam a encontrar seu pai. No entanto, à medida que os dois se tornam cada vez mais manipuladores, Aqua e Ruby se desentendem ao longo de suas tentativas de alcançar seu pai, eventualmente perdendo a confiança um no outro depois que Aqua vaza sua conexão com Ai para a mídia.
Com a ajuda de Gotanda, Aqua cria um roteiro para um filme autobiográfico baseado em Ai, intitulado 15 Anos de Mentira, na esperança de chamar a atenção de Hikaru. Ruby consegue o papel principal de forma agressiva e bem-sucedida. Ela também é forçada a confrontar seu passado quando sua mãe de sua vida anterior acaba sendo uma das patrocinadoras do filme, mas isso faz com que ela e Aqua percebam a verdadeira encarnação um do outro.

## Mídia

### Mangá
Oshi no Ko, escrito por Aka Akasaka e ilustrado por Mengo Yokoyari, é serializado na revista de mangá seinen da Shueisha, Weekly Young Jump, desde 23 de abril de 2020 a 14 de novembro de 2024. A Shueisha reuniu seus capítulos em 16 volumes tankōbon, lançados de 17 de julho de 2020 a 18 de dezembro de 2024.
Em junho de 2023, a editora Panini Mangás anunciou que lançaria o mangá no Brasil a partir de setembro do mesmo ano, no entanto, o primeiro volume só foi publicado em novembro. Em Portugal, o mangá foi licenciado pela Editora Devir, tendo o seu primeiro volume sido publicado em fevereiro de 2025.

### Anime
Uma adaptação em anime foi anunciada em junho de 2022. O anime, mais tarde revelado como uma série de televisão, foi produzido por Doga Kobo e dirigido por Daisuke Hiramaki, com Chao Nekotomi servindo como assistente de direção, Jin Tanaka escrevendo os roteiros, Kanna Hirayama lidando com o design dos personagens e Takurō Iga compondo a música. Estreou em 12 de abril de 2023 na Tokyo MX e outras redes. O primeiro episódio, de 90 minutos, também estreou em cinemas selecionados no Japão em 17 de março do mesmo ano. O tema de abertura é "Idol", interpretado por Yoasobi, enquanto o tema de encerramento é "Mephisto [ja]", interpretado por Queen Bee.
Após a exibição do décimo primeiro episódio, foi anunciada a produção de uma segunda temporada. Sua estreia está prevista para 2024. Ela estreiou em 3 de julho de 2024. O tema de abertura é "Fatale", interpretado por Gemn (conformado por Kento Nakajima e Tatsuya Kitani), enquanto o tema de encerramento é "Burning", interpretado por Hitsujibungaku.

## Recepção

### Popularidade
Oshi no Ko ficou em décimo primeiro lugar na lista Kono Manga ga Sugoi! da Takarajimasha dos melhores mangás voltado ao público masculino de 2021; em 2022 ficou em sétimo lugar na lista. A série ficou em quarto lugar na lista "Quadrinhos Recomendados de 2021 por Funcionários de Livrarias Nacionais" do site Honya Club. A série ficou em décimo terceiro lugar na lista "Livro do Ano" de 2021 da revista Da Vinci; ficou em 25.º lugar na lista de 2022; e em quinto lugar na lista de 2023. Ficou em quinto lugar na quinta pesquisa "Adaptação de Anime Mais Pedida" do AnimeJapan em 2022. O episódio de estreia de Oshi no Ko foi relatado pela Hidive como a estreia de maior sucesso na história do serviço do streaming em termos de total de espectadores, novos assinantes e inscrições para teste gratuito.
A música-tema de abertura de Yoasobi, "Idol", alcançou um total de 100 milhões de transmissões e visualizações de vídeo em todo o mundo no Spotify e no YouTube em duas semanas após o lançamento do anime. O tema de abertura também ficou no topo da parada Billboard Global 200 Excl. US, com 45,7 milhões de transmissões e 24 mil cópias vendidas fora dos Estados Unidos. "Idol" se tornou a primeira música japonesa e de anime a chegar ao topo da parada global da Billboard, além de ocupar o primeiro lugar na parada Top 100: Global da Apple Music. Numa pesquisa sobre "Anime Favorito de 2023" no site japonês Otona Answer, que foi respondida por mais de 2 600 jovens fãs de anime, Oshi no Ko ficou em primeiro lugar entre a Geração Z no primeiro semestre do ano.
Conforme uma pesquisa realizada em 2023 pela empresa de educação e publicação Benesse, que entrevistou 18 802 crianças japonesas do terceiro ao sexto ano (12 859 meninas, 4 728 meninos e 1 215 outros), Ai Hoshino ficou em terceiro lugar, abaixo do "amigo" e da "mãe", entre as 10 pessoas mais admiradas. De acordo com a pesquisa, a capacidade de cantar e dançar, a fofura, a positividade, o talento de ídolo e a compaixão pelos outros foram os motivos pelos quais Ai ficou em primeiro lugar. Na outra pesquisa, "Idol", de Yoasobi, foi classificada entre as 10 palavras mais populares respondidas por crianças japonesas, ficando em sétimo lugar. No Buscas do ano de 2023 da Google, "Idol" foi classificada como a música mais popular e ficou em terceiro lugar na categoria "Hum to Search: Top Songs".

### Mangá

#### Vendas
Em abril de 2021, Oshi no Ko tinha mais de 1 milhão de cópias em circulação; mais de 3 milhões de cópias em circulação em outubro de 2022; mais de 5 milhões de cópias em circulação até março de 2023; mais de 8 milhões de cópias em circulação até maio de 2023; mais de 12 milhões de cópias em circulação até julho de 2023. mais de 14 milhões de cópias em circulação até outubro de 2023; e mais de 15 milhões de cópias em circulação até novembro de 2023.
Os volumes 10–12 estiveram entre os volumes de mangás mais vendidos de 2023. O primeiro volume da série ficou em segundo lugar dos 10 títulos mais vendidos de 2023 da BookWalker. O volume 13 foi o oitavo mangá com maior volume da Shueisha na primeira tiragem de 2023–2024 (período de abril de 2023 a março de 2024), com 500 mil cópias impressas.

#### Reconhecimentos
Oshi no Ko foi nomeado para o 14.º Manga Taishō em 2021 e ficou em quinto lugar com 59 pontos; foi nomeado para a 15.ª edição no ano seguinte e ficou em oitavo lugar com 49 pontos. Em agosto de 2021, Oshi no Ko ganhou o Next Manga Award na categoria de impressão. O mangá foi nomeado para o 67.º Shogakukan Manga Award na categoria geral em 2021. Foi indicado para o 26.º Prêmio Cultural Osamu Tezuka em 2022; foi indicado para a 28.ª edição em 2024. Também foi indicado para o 46.º Prêmio de Mangá Kodansha na categoria geral em 2022; foi indicado para a 48.ª edição na mesma categoria em 2024.

### Anime

#### Recepção crítica
A adaptação para anime recebeu críticas positivas. Lauren Orsini, da Anime News Network, escreveu em sua resenha da estreia que Oshi no Ko "oferece uma combinação potente: o brilho do setor e a escuridão sombria que está por baixo — e tenho certeza de que ainda nem arranhamos a superfície." Ali Griffiths, da Digital Spy, elogiou a descrição da série sobre a produção de programas de namoro e o cyberbullying de Akane, descrevendo Oshi no Ko como "um programa tão interessante de assistir.". Kambole Campbell, da Polygon, descreveu em sua crítica que "[a série] aproveita a premissa da reencarnação tanto para o potencial dramático selvagem de sua linha de enredo de vingança, mas também como uma forma de fazer com que dois fãs vejam por trás da cortina, com diferentes perspectivas e uma visão retrospectiva impossível." Em contraste, David Opie, da Radio Times, achou que o anime havia mudado seu conteúdo e impacto em comparação com o episódio de estreia, escrevendo: "o programa não se destaca mais como único da mesma forma que o primeiro episódio."
Mike Hale, do The New York Times, listou Oshi no Ko como um dos melhores programas internacionais de 2023, chamando-o de "alegre" e "bobo". A Vulture a nomeou como uma das melhores séries de anime de 2023, elogiando seu humor e a manipulação do desempenho dos personagens a partir da expressão dos sentimentos. O site escreveu: "Além de sua história de fundo desequilibrada, a verdadeira diversão de Oshi no Ko é o drama que extrai de seu retrato analítico da indústria do entretenimento e de como os negócios entram em conflito com a arte."

#### Reconhecimento
Em 2023, Oshi no Ko venceu na categoria anime, enquanto "Idol", de Yoasobi, venceu na categoria música do Yahoo! Japan Search Awards, com base no número de buscas por um determinado termo em comparação com o ano anterior. No 8.º Crunchyroll Anime Awards em 2024, "Idol" de Yoasobi ganhou o prêmio de Melhor Canção de Anime, enquanto a série de anime foi indicada para onze outras categorias, incluindo Anime do Ano. A série recebeu o prêmio de Animação do Ano, enquanto Yoasobi ganhou o prêmio de Melhor Música por seu trabalho no Tokyo Anime Award Festival. Ganhou o Prêmio de Excelência 2024 no 29.º Prêmio Anual da Associação de Mídia em Digital do Japão. A série também ganhou o Prêmio de Licença de Personagem no Japan Character Awards da Associação de Licenciamento de Marca de Personagem do Japão.

#### Prêmios e indicações
| Ano  | Prêmio                       | Categoria                                | Receptor                 | Resultado    | Ref.          |
| ---- | ---------------------------- | ---------------------------------------- | ------------------------ | ------------ | ------------- |
| 2023 | MTV Video Music Awards Japan | Vídeo do ano                             | "Idol" por Yoasobi       | Indicado     | [ 71 ]        |
| 2023 | MTV Video Music Awards Japan | Melhor Vídeo de Animação                 | "Idol" por Yoasobi       | Venceu       | [ 72 ]        |
| 2023 | MTV Video Music Awards Japan | Música do Ano                            | "Idol" por Yoasobi       | Venceu       | [ 72 ]        |
| 2023 | 13.º Newtype Anime Awards    | Melhor Personagem (Feminina)             | Ai Hoshino               | 5.º lugar    | [ 73 ]        |
| 2023 | 13.º Newtype Anime Awards    | Melhor Personagem (Feminina)             | Ruby Hoshino             | 9.º lugar    | [ 73 ]        |
| 2023 | 13.º Newtype Anime Awards    | Melhor Dubladora                         | Rie Takahashi            | 2.º lugar    | [ 73 ]        |
| 2023 | 13.º Newtype Anime Awards    | Melhor Música Tema                       | "Idol" por Yoasobi       | 2.º lugar    | [ 73 ]        |
| 2023 | Yahoo! Japan Search Awards   | Melhor Anime                             | Oshi no Ko               | Venceu       | [ 66 ]        |
| 2023 | Yahoo! Japan Search Awards   | Melhor Música                            | "Idol" por Yoasobi       | Venceu       | [ 66 ]        |
| 2023 | Billboard Japan Music Awards | Hot 100                                  | "Idol" por Yoasobi       | Venceu       | [ 74 ]        |
| 2023 | Billboard Japan Music Awards | Músicas com mais Streaming               | "Idol" por Yoasobi       | Venceu       | [ 74 ]        |
| 2023 | Billboard Japan Music Awards | Músicas Mais Baixadas                    | "Idol" por Yoasobi       | Venceu       | [ 74 ]        |
| 2023 | Billboard Japan Music Awards | Hot Animation                            | "Idol" por Yoasobi       | Venceu       | [ 74 ]        |
| 2023 | Billboard Japan Music Awards | Músicas mais Geradas por Usuários        | "Idol" por Yoasobi       | Venceu       | [ 74 ]        |
| 2023 | Billboard Japan Music Awards | Top 20 semanal do TikTok                 | "Idol" por Yoasobi       | 2.º lugar    | [ 74 ]        |
| 2023 | IGN Awards                   | Melhor Série de Anime                    | Oshi no Ko               | Vice-campeão | [ 75 ]        |
| 2023 | TikTok Trend Awards          | Melhor Música                            | "Idol" por Yoasobi       | Venceu       | [ 76 ]        |
| 2023 | Reiwa Anisong Awards         | Prêmio de Melhor Obra                    | "Idol" por Yoasobi       | Venceu       | [ 77 ]        |
| 2023 | Reiwa Anisong Awards         | Prêmio de Melhor Música de Anime         | "Idol" por Yoasobi       | Venceu       | [ 78 ]        |
| 2023 | AT-X                         | Classificação dos Melhores Animes        | Oshi no Ko               | Venceu       | [ 79 ]        |
| 2023 | 25.º Aniversário da AT-X     | Série Favorita                           | Oshi no Ko               | 3.º lugar    | [ 80 ]        |
| 2023 | 25.º Aniversário da AT-X     | Série Recomendada                        | Oshi no Ko               | 7.º lugar    | [ 80 ]        |
| 2023 | 25.º Aniversário da AT-X     | Música de Anime Favorita                 | "Idol" por Yoasobi       | Venceu       | [ 80 ]        |
| 2023 | 65.º Japan Record Awards     | Prêmio de Melhor Composição              | "Idol" por Yoasobi       | Venceu       | [ 81 ]        |
| 2024 | 8.º Crunchyroll Anime Awards | Anime do Ano                             | Oshi no Ko               | Indicado     | [ 67 ] [ 82 ] |
| 2024 | 8.º Crunchyroll Anime Awards | Melhor Diretor                           | Daisuke Hiramaki         | Indicado     | [ 67 ] [ 82 ] |
| 2024 | 8.º Crunchyroll Anime Awards | Melhor Personagem Secundário             | Kana Arima               | Indicado     | [ 67 ] [ 82 ] |
| 2024 | 8.º Crunchyroll Anime Awards | Melhor Série Estreante                   | Oshi no Ko               | Indicado     | [ 67 ] [ 82 ] |
| 2024 | 8.º Crunchyroll Anime Awards | Melhor Anime de Drama                    | Oshi no Ko               | Indicado     | [ 67 ] [ 82 ] |
| 2024 | 8.º Crunchyroll Anime Awards | Melhor Design de Personagens             | Kanna Hirayama           | Indicado     | [ 67 ] [ 82 ] |
| 2024 | 8.º Crunchyroll Anime Awards | Melhor Direção de Arte                   | Tetsuya Usami            | Indicado     | [ 67 ] [ 82 ] |
| 2024 | 8.º Crunchyroll Anime Awards | Melhor Trilha Sonora                     | Takuro Iga               | Indicado     | [ 67 ] [ 82 ] |
| 2024 | 8.º Crunchyroll Anime Awards | Melhor Abertura                          | "Idol" por Yoasobi       | Indicado     | [ 67 ] [ 82 ] |
| 2024 | 8.º Crunchyroll Anime Awards | Melhor Encerramento                      | "Mephisto" por Queen Bee | Indicado     | [ 67 ] [ 82 ] |
| 2024 | 8.º Crunchyroll Anime Awards | Melhor Música de Anime                   | "Idol" por Yoasobi       | Venceu       | [ 67 ] [ 82 ] |
| 2024 | 8.º Crunchyroll Anime Awards | Melhor Performance de Voz — Francês      | Martin Faliu como Aqua   | Indicado     | [ 67 ] [ 82 ] |
| 2024 | Tokyo Anime Award Festival   | Animação do Ano (Televisão)              | Oshi no Ko               | Venceu       | [ 68 ]        |
| 2024 | Tokyo Anime Award Festival   | Melhor Música                            | Yoasobi                  | Venceu       | [ 68 ]        |
| 2024 | 29.º AMD Awards              | Prêmio de Excelência                     | Oshi no Ko               | Venceu       | [ 69 ]        |
| 2024 | 38th Japan Gold Disc Awards  | Música do Ano por Downloads (Japão)      | "Idol" por Yoasobi       | Venceu       | [ 83 ]        |
| 2024 | 38th Japan Gold Disc Awards  | Melhores 3 Músicas por Downloads         | "Idol" por Yoasobi       | Venceu       | [ 83 ]        |
| 2024 | 38th Japan Gold Disc Awards  | Música do Ano por Streaming (Japão)      | "Idol" por Yoasobi       | Venceu       | [ 83 ]        |
| 2024 | 38th Japan Gold Disc Awards  | Melhores 5 Músicas por Streaming         | "Idol" por Yoasobi       | Venceu       | [ 83 ]        |
| 2024 | 42.º JASRAC Awards           | Prêmio de Ouro                           | "Idol" por Yoasobi       | Venceu       | [ 84 ]        |
| 2024 | Japan Character Awards       | Prêmio de Licença de Personagem          | Oshi no Ko               | Venceu       | [ 70 ]        |
| 2024 | 19.º AnimaniA Awards         | Melhor Série Televisiva: Online          | Oshi no Ko               | Pendente     | [ 85 ]        |
| 2024 | 19.º AnimaniA Awards         | Melhor Música de Anime                   | "Idol" por Yoasobi       | Pendente     | [ 85 ]        |
| 2024 | Japan Expo Awards            | Daruma por Melhor Anime                  | Oshi no Ko               | Pendente     | [ 86 ]        |
| 2024 | Japan Expo Awards            | Daruma por Melhor Anime de Suspense      | Oshi no Ko               | Pendente     | [ 87 ]        |
| 2024 | Japan Expo Awards            | Daruma por Melhor Trilha Sonora Original | Oshi no Ko               | Pendente     | [ 88 ]        |
| 2024 | Japan Expo Awards            | Daruma por Melhor Abertura               | "Idol" por Yoasobi       | Pendente     | [ 89 ]        |
| 2024 | Japan Expo Awards            | Daruma por Melhor Encerramento           | "Mephisto" por Queen Bee | Pendente     | [ 90 ]        |

### Controvérsia
O sexto episódio do anime, que retrata a personagem Akane Kurokawa tornando-se alvo de cyberbullying e, subsequentemente, tentando suicídio após estrelar um episódio polêmico de um programa de reality show, foi notado pelos críticos por suas semelhanças com um caso real de suicídio da lutadora profissional japonesa Hana Kimura. Alguns espectadores comentaram que os capítulos do mangá nos quais o episódio foi baseado foram planejados antes da morte de Kimura. A mãe de Kimura, a lutadora profissional Kyoko Kimura, criticou o episódio pela semelhança, dizendo que não aprovava o fato de o caso "ser usado como material gratuito" pelos roteiristas do anime. Kimura também afirmou que sentiu que o tema foi retratado sem consideração pelas vítimas reais de cyberbullying. O distribuidor da versão em inglês da série, Sentai Filmworks, adicionou uma mensagem de aviso ao final do episódio, fornecendo o número de telefone da National Suicide Prevention Lifeline no seu serviço de streaming, Hidive.